# Sam Wagstaff
Samuel Jones Wagstaff, Jr. (4 de novembro de 1921 - 14 de janeiro de 1987) foi um curador e colecionador de arte norte-americano, e o mentor artístico e mecenas do fotógrafo Robert Mapplethorpe (que também foi seu companheiro) e da poeta e punk rocker Patti Smith. Wagstaff apoiava o minimalismo, a pop art, a arte conceptual e a land art, e teve um papel relevante na aceitação da fotografia como uma das belas artes. 

## Vida
Sam Wagstaff nasceu no dia 4 de novembro de 1921, em Nova Iorque. Era neto do senador Alfred Wagstaff Jr., do Estado de Nova Iorque, e filho de Samuel Jones Wagstaff, Sr., um rico advogado de uma das antigas famílias listadas na revista Social Register, e da sua segunda mulher, a imigrante polaca Olga May Piorkowska, ilustradora de moda, que trabalhou para a Harper's Bazaar e foi casada com Arthur Paul Thomas. Tinha um irmão e uma irmã, Judith (casada com Thomas Lewis Jefferson). Os seus pais divorciaram-se em 1932.
Durante a infância, Sam morou em Central Park South, Manhattan, Nova Iorque, e frequentou a prestigiada escola secundária Hotchkiss e licenciou-se na Universidade de Yale. Wagstaff serviu na Marinha dos EUA, a partir de 1941, como alferes, tendo participado no desembarque do Dia D na praia de Omaha, na Normandia, durante a Segunda Guerra Mundial. Na década de 1950, trabalhou em publicidade, algo que detestava. Voltou a estudar, desta vez arte da Renascença, no New York University Institute of Fine Arts, e dedicou-se, desde então, ao mundo da arte.   

## Carreira
Em 1959, no âmbito de uma bolsa de estudos de David E. Finley sobre história da arte, começou a colaborar com a National Gallery of Art, em Washington, DC. Foi curador de arte contemporânea no Wadsworth Atheneum, em Hartford, Connecticut, de 1961 a 1968. Em janeiro de 1964, organizou a exposição "Black, White e Grey", escolhendo obras que representavam o que descreveu como "a estética esparsa partilhada por alguns artistas cuja obra se limita ao mínimo". Presentemente, esta exposição é muitas vezes referida como tendo sido a primeiro de arte minimalista. Em 1968, depois de ter sido preterido para o cargo de diretor do museu, Wagstaff deixou Hartford para passar a colaborar com o Detroit Institute of Arts, onde permaneceu até 1971. Além do seu trabalho como curador, Wagstaff foi um colecionador notável, tal como seu pai, que colecionava  arte efémera. Depois de uma divergência com o conselho de administração do Detroit Institut of Arts, sobre uma obra de land art de Michael Heizer, que tinha danificado o relvado do museu, Wagstaff regressou a Nova Iorque.
Depois de ver a exposição "The Painterly Photograph, 1890-1914", no Metropolitan Museum of Art, em 1973, e de ter conhecido Robert Mapplethorpe, em 1972, Wagstaff convenceu-se de que as fotografias eram obras de arte, não reconhecidas como tal, mas, possivelmente, muito valiosas. Começou a vender a sua coleção de pintura, utilizando a receita das vendas para comprar fotografias americanas, britânicas e francesas do século XIX. Influenciado por Mapplethorpe, o gosto de Wagstaff inclinou-se para a ousadia e começou a afastar-se dos fotógrafos mais famosos em busca de novos talentos. A sua coleção foi rapidamente reconhecida como uma das melhores coleções privadas dos Estados Unidos. Em 1984, a coleção de fotografias de Wagstaff foi vendida ao J. Paul Getty Museum, de Los Angeles, por um preço estimado em cerca de 5 milhões de dólares americanos.
Afirmando que precisava do desafio de fazer nascer uma nova coleção, Wagstaff voltou-se para a prata americana do século XIX. Em 20 de março de 1987, foi organizada uma exposição de mais de 100 exemplares de sua coleção  na New-York Historical Society.
Entre 1976 e 1986, Wagstaff doou seus documentos pessoais ao Archives of American Art, do Smithsonian Institution. Em 2008, a maior parte dessa documentação foi digitalizada e disponibilizada on-line (ver Samuel J. Wagstaff Papers, 1932–1985). 

## Vida pessoal

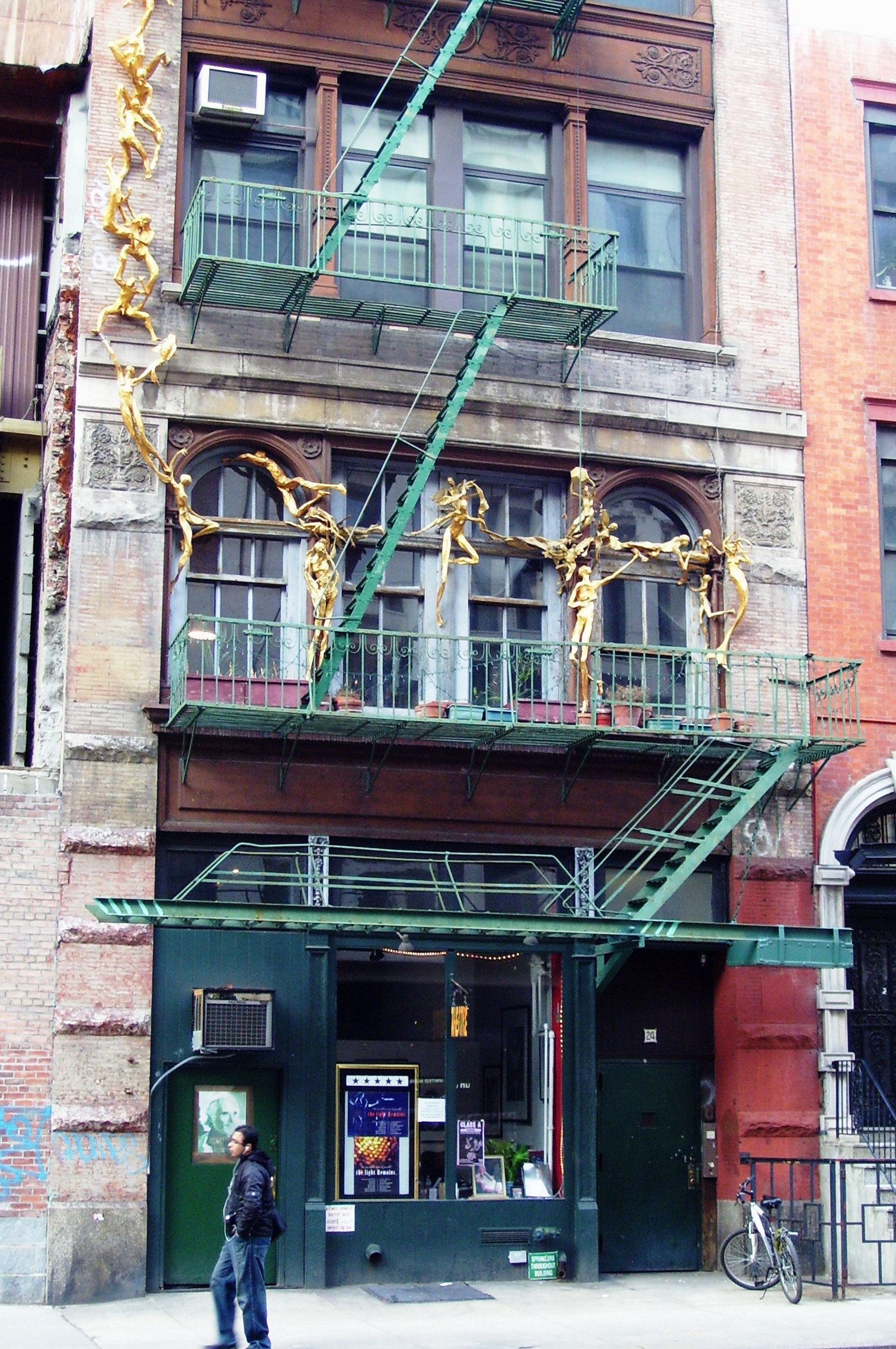
Estúdio de Mapplethorpe em Manhattan

Wagstaff conheceu o fotógrafo Robert Mapplethorpe em 1972, numa festa, tendo-se iniciado aí uma relação afetiva de quinze anos, até à morte de Wagstaff, que foi descrita como "primeiro, uma espécie de casamento, sexual e artístico, depois uma amizade". Mapplethorpe, a quem Wagstaff chamava o seu tímido pornógrafo, serviu-lhe também como guia para o submundo gay de sexo extremo e drogas que floresceu em Nova Iorque nos anos 1970-80. No outono de 1972, Wagstaff deu à Mapplethorpe 500.000 dólares para comprar o loft do último andar do número 24 de Bond Street, onde o fotógrafo passou a morar e onde tinha o seu estúdio de fotografia. 

### Morte
Wagstaff morreu de pneumonia, resultante de SIDA, na sua casa de Manhattan, no dia 14 de janeiro de 1987, dois anos antes de Mapplethorpe.

## Postumamente
Em 1987, foi criado um fundo, em nome de Wagstaff, para a compra de fotografias para o Metropolitan Museum of Art pelo negociante de arte Daniel Wolf.
Em 2007, James Crump realizou o documentário Black White + Grey, que foi estreado no Festival de Cinema de Tribeca de 2007. Na sua crítica no jornal The New York Times, o crítico Stephen Holden escreveu: "Como a história de Mapplethorpe já é conhecida, o documentário dedica maior atenção a Wagstaff, cuja história pessoal é um caso clássico de homossexualidade reprimida, tardia e furiosamente libertada".
Em 2014, foi publicado o livro Wagstaff: Before and After Mapplethorpe, uma biografia por Philip Gefter, editada pela Norton/Liveright, que venceu o prémio Marfield de 2014 para Literatura sobre as Artes.